# Lukáš Fabiš
Lukáš Fabiš (sinh 5 tháng 5 năm 1998) là một cầu thủ bóng đá Slovakia thi đấu cho FC Nitra ở vị trí hậu vệ.

## Sự nghiệp câu lạc bộ

### FC Nitra
Fabiš ra mắt chuyên nghiệp cho FC Nitra trước FK Senica ngày 18 tháng 11 năm 2017.